# Groupe de trois jeunes femmes
Groupe de trois jeunes femmes est un tableau réalisé par la peintre hungaro-indienne Amrita Sher-Gil en 1935. De format vertical, cette huile sur toile est un portrait de groupe qui représente trois jeunes femmes dans des vêtements colorés, assises le visage inquiet. L'œuvre est conservée à la National Gallery of Modern Art, à New Delhi.

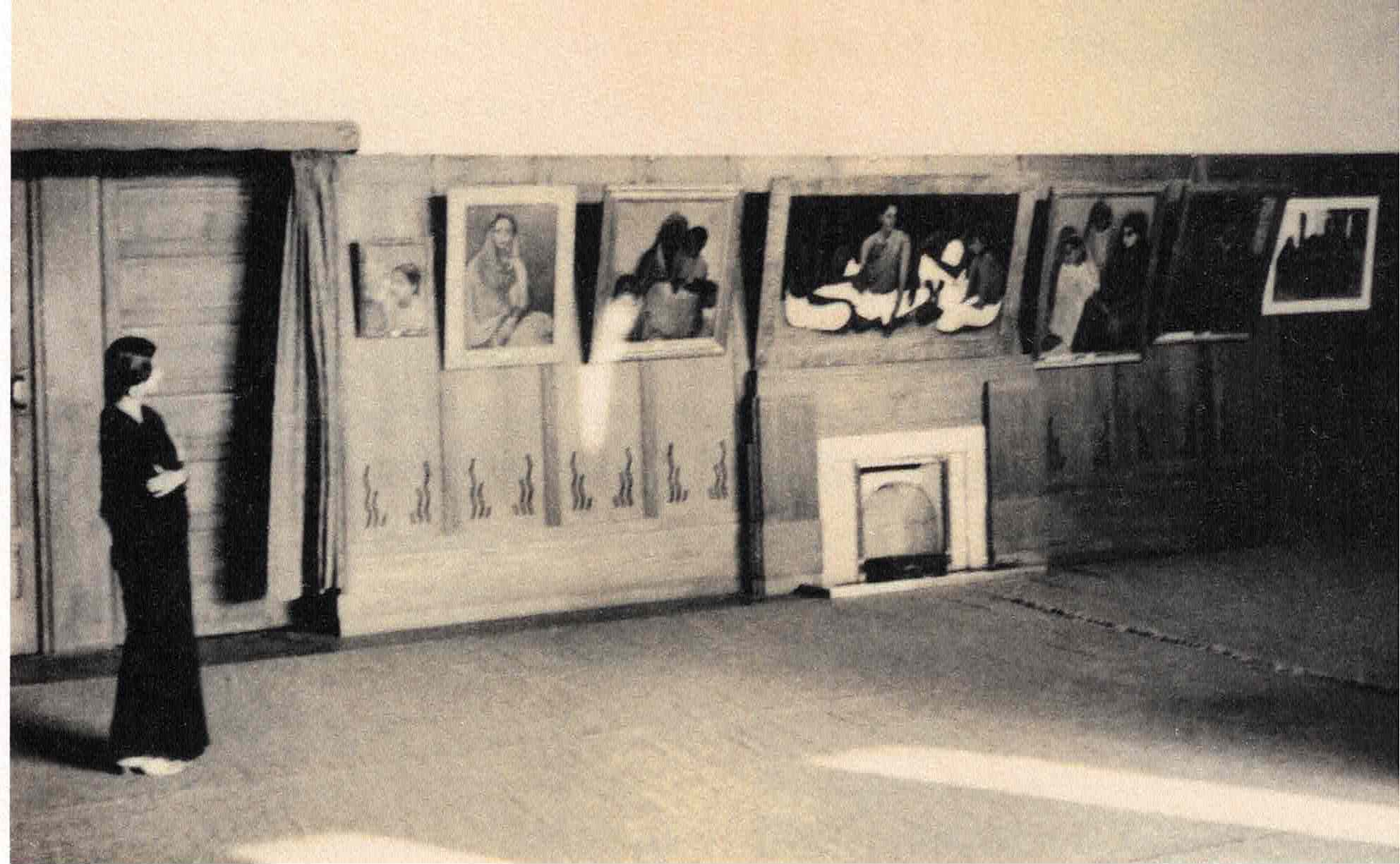
L'artiste et son tableau lors d'une exposition artistique en 1937 à Lahore.